# Tomás Trénor Azcárraga
Tomás Trénor Azcárraga (Valencia, 1894 - 1981), II Marqués del Turia, fue un aristócrata, político y militar español.

## Biografía
Nacido en el seno de la familia Trénor, era hijo de Tomás Trénor y Palavicino, I Marqués del Turia, y nieto del varias veces presidente del Gobierno español, Marcelo Azcárraga Palmero. Estudió ingeniería industrial e ingresó en el ejército. En época de la Segunda República Española se retiró a la reserva, acogiéndose a los retiros planteados por la Ley Azaña. Durante la guerra civil española reingresó en el Ejército sublevado y ascendió a comandante hasta su retiro definitivo en 1954.
Desde 1939 fue presidente de la Junta de Obras del Puerto de Valencia. Entre 1955 y 1958 fue designado alcalde de Valencia y procurador en las Cortes franquistas.
Fue cesado en 1958 por manifestar una enérgica protesta por la falta de las ayudas estatales prometidas tras la riada de 1957. Junto a él fueron cesados de sus cargos Martín Domínguez Barberá, director del diario Las Provincias, y Joaquín Maldonado Almenar, presidente del Ateneo Mercantil de Valencia.